# Nelson Jobim
Nelson Azevedo Jobim (12 de abril de 1946) es un jurista, político y empresario brasileño. Ocupó los cargos de diputado federal, Ministro de Justicia, Ministro de Defensa, Ministro del Supremo Tribunal Federal (STF), donde también fue presidente entre 2004 y 2006. Actualmente es miembro del Consejo de Administración y responsable de Relaciones Institucionales y Políticas de Cumplimiento normativo en Banco BTG Pactual.

## Jurista
Obtuvo el título de Licenciado en Ciencias Jurídicas y Sociales por la Universidad Federal de Río Grande del Sur, en 1968. Entre 1969 y 1994 ejerció la abogacía, llegando a ocupar la vicepresidencia de la Orden de Abogados del Brasil de Río Grande del Sur, en el bienio 1985 - 1986. Perteneció además al Instituto de Abogados de Río Grande del Sur y al Instituto de Abogados Brasileños con sede en Río de Janeiro.
Profesor adjunto de la Universidad Federal de Santa María, impartió clases de Derecho procesal civil, introducción a la Ciencias Jurídicas y Filosofía del Derecho.

## Carrera política
Jobim fue miembro de la Cámara de Diputados de 1987 a 1995. Durante este tiempo, se convirtió en el líder del Partido Movimiento Democrático Brasileño (MDB) y presidió la Comisión de Constitución y Justicia y la Junta Editorial de Diputados en 1989.
Ocupó el cargo de Ministro de Justicia desde el 1 de enero de 1995 hasta el 7 de abril de 1997, bajo el gobierno del presidente Fernando Henrique Cardoso. Durante esta primera etapa ministerial, Jobin presionó para la despenalización del uso de la marihuana, afirmando que "los consumidores deben ser ayudados y no perseguidos como criminales"; también fue responsable de la delimitación de las tierras de los aborígenes.

## La Corte Suprema

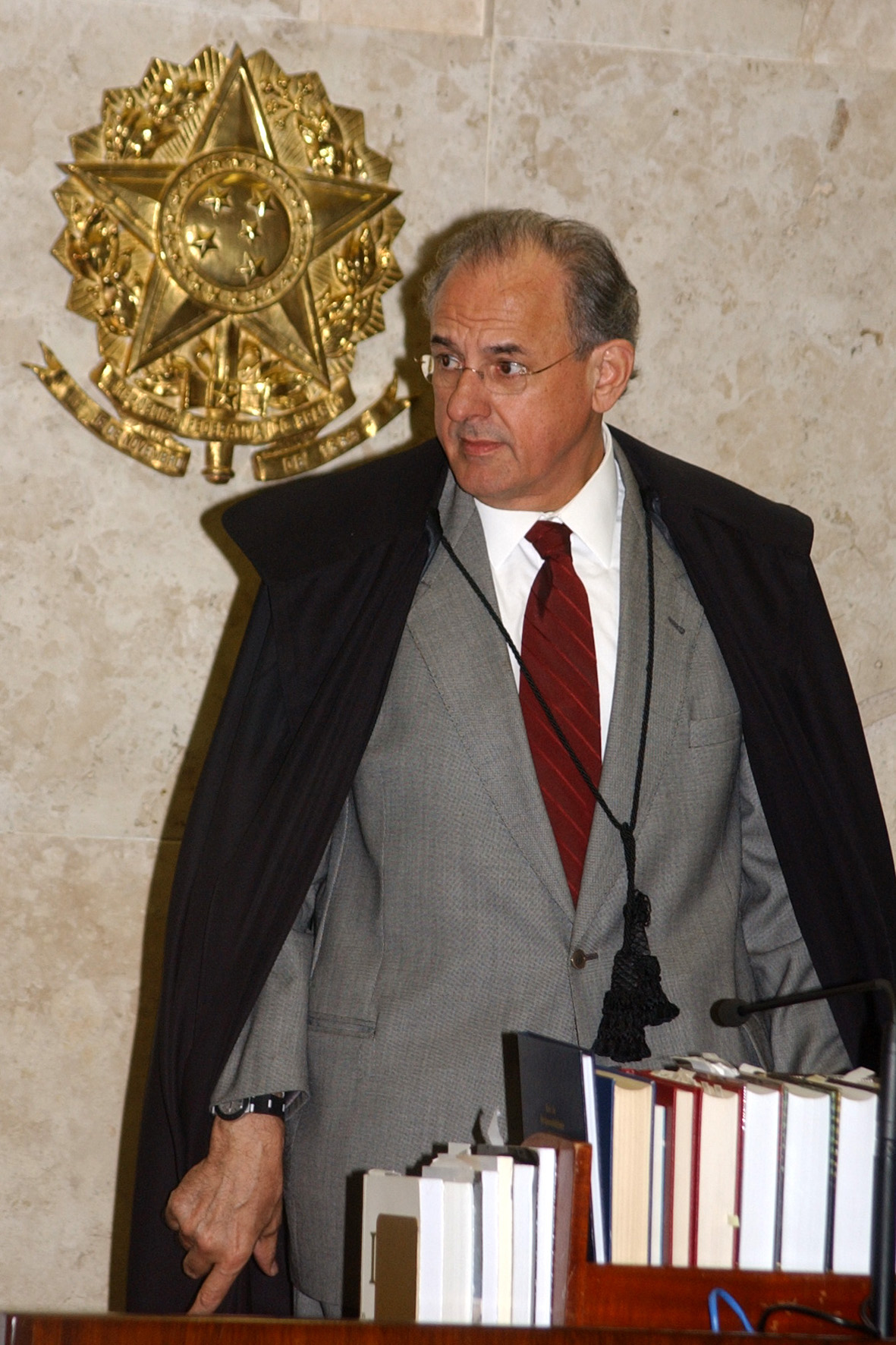
Nelson Jobim en la presidencia del Supremo Tribunal de Brasil

En febrero de 1997, fue nominado para unirse a la Supremo Tribunal Federal de Brasil. Luego, fue nombrado al cargo de Ministro de la Suprema Corte Federal, el 7 de abril de 1997, y asumió el cargo el 15, llenando la vacante causada por el retiro de Francisco Rezek.
Presidió el proceso electoral de octubre de 2002, fue elegido Vicepresidente de la Corte Suprema el 6 de abril de 2003 y después Presidente, el 19 de mayo de 2004.

## Ministerio de Defensa
Desde el 25 de julio de 2007, fue Ministro de Defensa de Brasil, cuando el presidente Luiz Inácio Lula da Silva lo nombró para el puesto, después de la crisis de aviación de 2006–2007. En 2009, después de la desaparición del vuelo Air France Flight 447, Jobim trabajó con el gobierno francés para rescatar a las víctimas.

## BTG Pactual
Desde julio de 2016, ha sido miembro del Consejo de Administración de BTG Pactual, como socio y miembro. En abril de 2018, fue elegido presidente de la Junta Directiva del banco, permaneciendo en el cargo hasta abril de 2022, cuando fue reemplazado por André Esteves. Jobim continuó formando parte de la Junta Directiva además de ser responsable de las Relaciones Institucionales y las Políticas de Cumplimiento Normativo.
Al anunciar la entrada del exministro al Consejo, el CEO de BTG Pactual, Roberto Sallouti, declaró: "Estoy seguro de que hará una contribución extremadamente relevante en todas nuestras áreas de negocios".